# Thiersheim
Thiersheim è un comune tedesco di 2 022 abitanti, situato nel land della Baviera.